# فرنك لامبرت
فرنك لامبرت (بالفرنسية: Franck Lambert)‏ هو راكب الكنو فرنسي، ولد في 10 سبتمبر 1960.

## وصلات خارجية
- فرنك لامبرت على موقع أوليمبيديا (الإنجليزية)